# Столець (Нижньосілезьке воєводство)
Столець (пол. Stolec, нім. Stolz) — село в Польщі, у гміні Зомбковиці-Шльонські Зомбковицького повіту Нижньосілезького воєводства.
Населення — 1121 особа (2011).
У 1975-1998 роках село належало до Валбжиського воєводства.

## Демографія
Демографічна структура станом на 31 березня 2011 року:
|          | Загалом | Допрацездатний вік | Працездатний вік | Постпрацездатний вік |
| -------- | ------- | ------------------ | ---------------- | -------------------- |
| Чоловіки | 543     | 109                | 387              | 47                   |
| Жінки    | 578     | 105                | 351              | 122                  |
| Разом    | 1121    | 214                | 738              | 169                  |